# Peter Welz
Ne doit pas être confondu avec Peter Welz (réalisateur).
Pour les articles homonymes, voir Welz.
Peter Welz, né le 1er décembre 1972 à Lauingen, en Allemagne de l'Ouest, est un artiste allemand contemporain basé à Berlin. Il expose ses travaux en vidéo, sculpture et installations depuis 2003.

## Biographie
Peter Welz naît à Lauingen en 1972. Dans les années 1990, il étudie au Collège national des arts et du design (Dublin), au Chelsea College of Arts (Londres) et à la Cooper Union (New York).